# Municipio de Santa Catarina Minas
El municipio de Santa Catarina Minas es uno de los 570 municipios del estado mexicano de Oaxaca. Su cabecera es la localidad de Santa Catarina Minas.

## Geografía
El municipio de Santa Catarina Minas colinda al norte con los municipios de Santo Tomás Jalieza y San Juan Teitipac; al este con el municipio de San Miguel Tilquiápam; al sur con el municipio de San Jerónimo Taviche; y al oeste con el municipio de Ocotlán de Morelos.

## Localidades
El municipio de Santa Catarina Minas cuenta con cinco localidades.
| Localidad              | Población (2020) |
| ---------------------- | ---------------- |
| Santa Catarina Minas   | 1976             |
| Los Barriga            | 52               |
| Pedro Arellanes Romero | 26               |

## Gobierno
El municipio de Santa Catarina Minas se rige mediante el sistema de usos y costumbres.
| Presidente municipal           | Periodo   |
| ------------------------------ | --------- |
| Marcelo Ángeles Martínez       | 1996-1998 |
| Lorenzo Barriga Ramírez        | 1999-2001 |
| Sebastián Mendoza Arellanes    | 2002-2004 |
| Aquilino Arellanes Robles      | 2005-2007 |
| Sebastián Mendoza Arellanes    | 2008-2010 |
| Eduardo Javier Ángeles Carreño | 2011-2013 |
| Plácido Arellanes López        | 2013-2016 |
| Félix Arellanes Ángeles        | 2017-2019 |
| Miguel Arellanes               | 2020-2022 |
| Nicolás Cruz                   | 2023-2025 |